# تیوا ساواجی
تیوا ساواجی (انگلیسی: Tiwa Savage؛ زادهٔ ۵ فوریهٔ ۱۹۸۰) خواننده-ترانه‌سرا، بازیگر، و موسیقی‌دان اهل ایالات متحده آمریکا است.
وی همچنین برندهٔ جوایزی همچون ۱۰۰ زن بی‌بی‌سی شده‌است.